# Trợ tử
Trợ tử hay tự tử được trợ giúp (tiếng Anh: assisted suicide) là việc tự sát được cam kết bởi người nào đó với sự trợ giúp từ những người khác, thường là để chấm dứt sự đau đớn từ một bệnh tật thể lý trầm trọng. Trợ tử thường bị nhầm với an tử (đôi khi gọi là "giết vì xót thương"). Trong khi an tử là hành động giết người khác để giảm bớt sự đau đớn nặng nề thì trợ tử là một hành vi mà trong đó một người trợ giúp cho một bệnh nhân đủ nhận thức nhưng là để gây ra cái chết của chính bệnh nhân, chẳng hạn như một bác sĩ kê đơn theo yêu cầu của bệnh nhân một liều thuốc gây tử vong, cái mà bệnh nhân có ý muốn sử dụng để kết liễu cuộc đời mình.
Tranh luận về trợ tử tập trung quanh các quan niệm luân lý, tôn giáo và pháp lý về vấn đề tự sát và "quyền chết" của cá nhân. Nói theo mặt pháp lý, việc thực hiện này có thể hợp pháp, phi pháp hay chưa được quyết định, phụ thuộc vào văn hóa hoặc quyền tài phán.